# 太田淑子
太田 淑子（おおた よしこ、本名：阪 淑子〈さか よしこ〉、旧姓：太田、1932年〈昭和7年〉4月25日 - 2021年〈令和3年〉10月29日）は、日本の声優、女優。最終所属はテアトル・エコー。京都府出身。文献によっては長く過ごした兵庫県尼崎市を出身地としていることがある。

## 来歴
昔は5年くらいの間はお姫様になりたかったという。中学時代に宝塚歌劇団の舞台を見て舞台に立っていた越路吹雪 、乙羽信子、淡島千景たちに憧れて「絶対に入る!お姫様をやる!」と決意。宝塚音楽学校の入団基準が厳しかったのは知っていたことから、助言をもらうために宝塚音楽学校の講師を直接訪ねたり、泥縄的にバレエや声楽を習ったりしていた。親からは「おまえみたいな子はアカン」と言われていたが、子供だったことこと分らず、「お化粧をすれば、私も綺麗になれる」と信じ込んでいたという。
1950年、宝塚音楽学校入学。その時の入団後に「私はお星様でも菫の花でもない」と分かったという。
1951年、宝塚歌劇団に38期生として入団。入団時の成績は20番。星組公演「春のおどり」で若樹 苑子（わかぎ そのこ）として初舞台。
1952年、月組に配属。その後、若樹 実乃里（わかぎ みのり）と改名し、娘役として活動。
宝塚歌劇団の舞台で歌や踊りをしていくうちに「自分に一番合っているのは『芝居』だ」と思うようになっていった。NHKのラジオの公開録音番組『宝塚パレード』にも何回か出演し、声での出演だが、お姫様を演じた。
1955年12月31日付で宝塚歌劇団を退団。
NHK大阪放送劇団に移籍した。その時に開始ばかりだったテレビ放送に出演できそうで、1年に1回くらい舞台発表の機会もあり「こりゃいいな」と浅はかに考えていた。
退団後の1963年よりテアトル・エコー所属となり、声優としての活動を始める。
2016年、第12回東京アニメアワード功労賞を受賞。
2021年10月29日、心不全のため入院先の神奈川県横浜市内で死去。89歳没。

## 人物
夫は声優の阪脩。夫の阪とは太田が宝塚歌劇団に在籍中、芝居の勉強をするため、自主的に色々なグループと交流していくちに、なんとなく阪に出会ったと語る。2人は大阪で、別々の放送局が設立した劇団に所属していた時期に知り合っており、1964年頃共に上京している。
1960年代は手塚アニメのヒーロー、ヒロインの声を演じた。代表作である『ひみつのアッコちゃん』のアニメ三作に全て出演している（配役は毎回異なる）。『リボンの騎士』のサファイア役を演じていた時は、絶対にやりたい役だったことから、オーディションに合格した時は心の底から嬉しかったという。。
『ドラえもん（第1作）』（日本テレビ版）で野比のび太役を演じた、初代のび太役の声優である。『ドラえもん（第2作1期）』（テレビ朝日版）ではのび太の玄孫に当たるセワシ役を演じている。
女の子役の一方、『タイムボカン』の丹平役や『ヤッターマン』のガンちゃんなどの男の子役も多かった。アニメに出演していた初期の作品で主に男の子役を演じていたことから、キャスティング側にそういうイメージがあったのかもしれないという。声色が少し高いこともあり、太田自身では女の子役を演じると男っぽく、男の子役を演じると女っぽくなってしまっているように感じて、悩んでいたこともあった。『ひみつのアッコちゃん』に関しては、もっとかわいく演じられないか、いつも試行錯誤をしていた。
『タイムボカン』や『ヤッターマン』は、当初、太田と岡本茉利が演じていた正義の味方側を軸に展開する予定だったが、あまりに三悪側が面白く、悪者が話の中心になったようで、『ヤッターマン』では主役であるヤッターマンより悪役のドロンボー一味のほうが出番が増えたことに「ワルばっか目立って」と不満を持っていたことが語られている。
吹き替えで演じやすかった女優については、サリー・フィールド、シンディ・ウィリアムズを挙げていた。

## 後任・代役
太田の死去後、持ち役を引き継いだ人物は以下の通り。
ただし、ほかの声優も総入れ替えされた作品はこの趣旨から外れるため、この表には記載しない。
| 後任     | 役名 | 概要作品          | 後任の初担当作品         |
| -------- | ---- | ----------------- | ------------------------ |
| 寺門真希 | 黄珠 | 『蛇鶴八拳』TBS版 | BS松竹東急版追加収録部分 |

## 出演
太字はメインキャラクター。

### テレビドラマ
- 忍者ハットリくん＋忍者怪獣ジッポウ（1967年 NET）第19話「産業スパイをやっつけるでござる」- 城東コンサルタントの社長役
- レモンの天使（1971年 - 1972年、フジテレビ）ナレーション 後任は瀬能礼子
- 花は花よめ 第1シリーズ（1971年 日本テレビ）第16話
- パパと呼ばないで（1973年 日本テレビ）第15話「とんだ人助け」ともえ役
- オレの愛妻物語（1978年 日本テレビ）第6話 ホステス役
- 白い巨塔（1978年版）（1978年）第1話 バーのママ役
- 太陽にほえろ!（1979年、日本テレビ）第354話「交番爆破」交番に犬を預けに来た女性役
- 熱中時代・先生編（1978年、日本テレビ） 第1話 PTAの母親役
- 熱中時代・刑事編（1979年、日本テレビ） 第16話「ミッキーをだました男」吉川令子役
- Gメン'75（1979年､TBS） 第230話「零下50度からの逃亡者」（セシル役の吹き替え）
- 大竹しのぶのああ!この愛なくば・頑張っせよ邦ちゃん（1980年8月28日、日本テレビ） - 光子 役
- 銀河テレビ小説 煙が目にしみる（1981年、NHK） - 夏子 役
- 婦警候補生物語（1985年、日本テレビ）ナレーション
- 刑事物語'85（1985年、日本テレビ）第7話「女が見ていた」
- 夏家族（1987年、東海テレビ）
- 永遠のアトム・手塚治虫物語 テレビ東京/1999年4月15日（サファイアの声）

### 映画
- 若大将対青大将（1971年、東宝）富士子役
- だまされて貰います（1971年、東宝）真紀役
- スタア（1986年、ヘラルド・エース・日本ヘラルド映画配給）女流評論家役

### テレビアニメ
1964年
- ビッグX（朝雲昭）
- 鉄腕アトム (アニメ第1作。アトムのママ)

1965年
- 宇宙パトロールホッパ（ルビー）
- ジャングル大帝（1965年版）（レオ）

1967年
- 黄金バット（バスコ）
- 冒険ガボテン島（イガオ）
- リボンの騎士（サファイア）

1968年
- 怪物くん（ハニワくん）
- サスケ（椿カスミ）

1969年
- ひみつのアッコちゃん（第1作）（1969年 - 1970年、アッコ、梓）

1970年
- のらくろ（メガネ）
- 昆虫物語 みなしごハッチ

1971年
- 新オバケのQ太郎（正太）
- 珍豪ムチャ兵衛
- ふしぎなメルモ（ニタ子）
- 原始少年リュウ（ドン）
- 魔法のマコちゃん

1972年
- 正義を愛する者 月光仮面（アラン少年）
- 天才バカボン

1973年
- エースをねらえ!（1973年 - 1974年）
- ど根性ガエル（1973年 - 1974年）
- ドラえもん（日本テレビ版）（野比のび太）

1974年
- ジムボタン（ジム）

1975年
- 草原の少女ローラ（ジョン）
- タイムボカン（丹平、鏡）
- わんぱく大昔クムクム（アロン）

1977年
- 一発貫太くん（戸馳貫太）
- ポールのミラクル大作戦（ピーター）
- ヤッターマン（1977年 - 1979年、ガンちゃん）
- まんが日本絵巻

1978年
- 星の王子さま プチ・プランス（ピエトロ）

1979年
- 海底超特急マリンエクスプレス（サファイア）
- ザ☆ウルトラマン（大河原一郎）
- さすらいの少女ネル（キット）
- ゼンダマン（月吉丸、パクナム、三太、カン太）
- ドラえもん（テレビ朝日版第1期）（1979年 - 2005年、ジャイ子〈初代〉、セワシ）
- ベルサイユのばら（ジャン）

1980年
- 釣りキチ三平（ジン）

1981年
- 愛の学校クオレ物語（ガロッフィ）
- 杜子春（杜子春）
- じゃりン子チエ（1981年 - 1983年、アントニオJr.）
- ヤットデタマン（三太、パック）

1982年
- うる星やつら（コウモリ）
- 二死満塁（徳蔵の妻）
- まいっちんぐマチコ先生（青島女史）

1983年
- 子鹿物語（ジョディ・バクスター）

1984年
- チックンタックン（ミヨのおばあちゃん）

1986年
- 光の伝説（上条ひとみ）

1988年
- おそ松くん（1988年 - 1989年、ジンベーダー）
- ひみつのアッコちゃん（第2作）（1988年 - 1989年、アッコのママ）

1989年
- 青いブリンク（マハマハ）
- ジャングル大帝（1989年版）（パルナ）
- ミラクルジャイアンツ童夢くん（通天閣虎雄）
- らんま1/2（小乃きん）

1990年
- まじかるハット（ミドリ）

1991年
- ひみつの花園（メドロック）
- チエちゃん奮戦記 じゃりン子チエ（1991年 - 1992年、アントニオJr.）
- 丸出だめ夫（小百合の母）

1994年
- ツヨシしっかりしなさい（のぞみの母）

1998年
- センチメンタルジャーニー（綾崎操）
- ひみつのアッコちゃん（第3作）（老婦人）

2001年
- 犬夜叉（裏陶）

2003年
- D・N・ANGEL（藤枝千鶴子）

2006年
- 太陽の黙示録（多美）

2016年
- 魔法つかいプリキュア!（レジェンド女王）

### 劇場アニメ
1966年
- ジャングル大帝（レオ）

1969年
- 怪物くん（ハニワ）
- ひみつのアッコちゃん（アッコ）

1970年
- ひみつのアッコちゃん 涙の回転レシーブ（アッコ）
- ひみつのアッコちゃん ばんざいペットくん（アッコ）

1972年
- パンダコパンダ（コパンダ / パンちゃん）

1973年
- パンダコパンダ 雨ふりサーカスの巻（トラちゃん）
- パンダの大冒険（ロンロン）

1977年
- ヤッターマン（ガンちゃん / ヤッターマン1号）

1981年
- じゃりン子チエ（マサルの母、チエのクラスメート）

1989年
- ひみつのアッコちゃん（アッコのママ）

1991年
- ドラミちゃん アララ♥少年山賊団!（セワシ）

1993年
- ドラミちゃん ハロー恐竜キッズ!!（セワシ）

1996年
- 2112年 ドラえもん誕生（セワシ）

1997年
- 地球が動いた日（橘絹枝）

### OVA
- くりいむレモン SF・超次元伝説ラル（1984年、ペルル）
- 機動警察パトレイバー（1988年、仕掛けのイネ）
- ビデオ絵本「そんごくう」（1988年、語り手）
- いしいひさいちのナンダカンダ劇場1 これが噂の地底人 とにかく上が悪いんや!!（1989年）
- タイムボカン王道復古（1994年、ヤッターマン1号）

### ゲーム
- ボカンと一発!ドロンボー 完璧版（1997年、丹平、ヤッターマン1号）※SS用ソフト
- ボカンですよ（1998年、ヤッターマン1号、丹平）※PS用ソフト
- 魔女っ子大作戦（1999年、加賀美あつ子）※PS用ソフト
- キッズステーション ドラえもん ひみつのよじげんポケット（2001年、セワシ）※PS用ソフト
- 犬夜叉（2001年、裏陶）※PS用ソフト
- ボカンGoGoGo（2001年、ヤッターマン1号、丹平）※PS用ソフト
- スロッターUPコア3 愉打!ドロンジョにおまかせ（2004年、ガンちゃん / ヤッターマン1号）※PS2用ソフト

### 吹き替え

#### 女優
サリー・フィールド
- いたずら天使（シスター・バートリル）
- 大西部への道（マーシー）
- ギジェットは15才（ギジェット）
- 幸福の旅路（キャロル・ベル）
- ノーマ・レイ（ノーマ・レイ）

#### 洋画
- 哀愁（マーガレット・クローニン〈ルシル・ワトソン〉）※日本テレビ版
- 足ながおじさん（ジュリー・アンドレ〈レスリー・キャロン〉）※TBS版
- 雨のしのび逢い（ピエール・デバレード〈ディディエ・オードバン〉）
- 噂の二人（メアリー・ティルフォード〈カレン・バルキン〉）
- おじさんに気をつけろ!（シュニース・コボロウスキー〈エイミー・マディガン〉）
- オズ（エムおばさん〈パイパー・ローリー〉）※劇場公開版
- カーリー・スー（秘書〈エディ・マックラーグ〉）※ソフト版
- 帰らざる河（マーク・コルダー〈トミー・レティグ〉）※NET版・フジテレビ版
- 仔鹿物語（ジョディ〈クロード・ジャーマン・Jr.〉）※NET版
- 死海殺人事件（ミス・クイントン〈ヘイリー・ミルズ〉）
- スリーメン&ベビー（ハサウェイ〈シンシア・ハリス〉）※ビデオ版
- 007/カジノ・ロワイヤル（チンリン〈ジーン・ローランド〉）※日本テレビ版
- 地下鉄のザジ（ムアック〈イヴォンヌ・クレッシュ〉）※読売テレビ版
- 地球の静止する日（ボビー・ヘンソン〈ビリー・グレイ〉）※NET版
- チンパンジー・ジェニー（プリサー夫人）
- ビッグ・ボス（ミス・クロフォード〈スーザン・ブレイクリー〉）
- 二つの世界の男（ホルスト少年〈ディター・クラウゼ〉）※NHK版
- ブルース・ブラザース（ナンパされる女〈ツイッギー〉） ※フジテレビ旧録版
- 蛇鶴八拳（黄珠〈キム・チンラン〉）※TBS版（BD収録）
- 魔法にかけられて
- ヤング・アインシュタイン（アインシュタインの母〈スー・クルイックシャンク〉）
- 夜の大捜査線（デロリス・パーディ〈クェンティ・ディーン〉）※NET版（BD収録）
- LIFE!（店の女性）
- レンタ・コップ（ベス〈ディオンヌ・ワーウィック〉）

#### ドラマ
- アウター・リミッツ（ジョニー・スービロン）
- アガサ・クリスティー ミス・マープル"牧師館の殺人"（ミス・ハートネル）
- 宇宙船XL-5（ロバート〈ジェリー・アンダーソン〉）
- OKセブン作戦（スチーブ〈レイ・ジョーンズ〉）
- くまとマーク少年（マーク〈クリント・ハワード〉）
- クリミナル・マインド4 FBI行動分析課（看護師、ダイアン）
- 警部マクロード「うわさの四人組」（サマンサ〈ステファニー・パワーズ〉）
- ジェシカおばさんの事件簿
  - 「未亡人はご注意・カリブ海のバカンスは危険がいっぱい」（ベロニカ〈アン・ロックハート〉）
- ジョー90（ジョー・マックレイン〈レン・ジョーンズ〉）
- スタートレック 宇宙大作戦 "400才の少女" キム・ダービー
- 0011ナポレオン・ソロ 第33話、第42話、第49話（ジンジャー・ラピア）
- 逃亡者 #92
- 犯罪捜査官 アナ・トラヴィス（ペネル夫人）
- ラバーン&シャーリー（シャーリー〈シンディ・ウィリアムズ〉）

#### アニメ
- オリビアちゃんの大冒険
- きつねと猟犬（ビクシー〈サンディ・ダンカン〉）
- コルドロン（オルエン）
- スヌーピーとチャーリー（ライナス）
- ダンボ（ギグルズ）※1983年再公開版
- トムとジェリー大行進（ジェリー）
  - おかしなおかしな トムとジェリー 大行進
- バンビ（ミセス・ヘア）
  - バンビ2 森のプリンス
- ピーター・パン（メアリー・ダーリング）
- ファン・アンド・ファンシー・フリー（ミッキーマウス）※TBS版
- フランケンロボ（ジュニアくん）
- 雪の女王（ソ連の作品）（カイ）

### 特撮
1967年
- 快獣ブースカ（第44話のタツオの声）
- 光速エスパー（チカの声〈二代目〉）

1973年
- クレクレタコラ（タコラの声）
- ジャンボーグA（第37話の二子玉川園の園内アナウンス）

1976年
- 宇宙鉄人キョーダイン（ガブリンクィーンの声〈初代〉）
- 超神ビビューン（ヒマワルの声）

1977年
- 冒険ファミリー ここは惑星0番地（ナレーション、ビブロンの声）

1984年
- 超電子バイオマン（ピーボの声）
- 超電子バイオマン（劇場版）（ピーボの声）

### LPドラマ
- ジャングル大帝
  - ジャングル大帝 ヒット・パレード（1966年、「ぼくに力をおとうさん」ナレーター）

- タイムボカンシリーズ
  - タイムボカン（丹平）
  - タイムパトロール隊オタスケマン（丹平、ヤッターマン1号）

### バラエティ
- 巨泉×前武ゲバゲバ90分!
- 大胆MAPスペシャル!!（2007年9月22日、テレビ朝日）（ひみつのアッコちゃん（第1作）のアッコ役として紹介された）

### ラジオ
- お父さんはお人好し（三男の妻・眉子）
- 歌謡ドラマ（NHKラジオ第1放送 不定期）
- 音の本棚「発狂した宇宙」（1979年6月4日 - 8日、FM東京[40]） - ベティ

### 人形劇
- NHK人形劇 エルマーの冒険（エルマー）
- 風の子ケーン（NHK） (ケーン)
- 川の子クークー（NHK）（クークー）
- 銀河少年隊（NHK）（ペドロ）
- 空中都市008（NHK）（大原星夫）
- こどもにんぎょう劇場（NHK教育）
  - 「ぎざみみうさぎ」（子うさぎ）
  - 「かちかちやま」（ウサギ、ナレーション）
  - 「かっぱのいたずら」
  - 「うさぎとかめ」
  - 「はまぐりひめこ」
  - 「天狗のうちわ」
  - 「三枚のお札」（小僧）
  - 「一休さん」（一休）
  - 「彦市ばなし」
- プルルくん（NHK）（プルルくん）

### その他
- カントリーベア・シアター（テディ・バラ）
- ミート・ザ・ワールド（鶴）
- 桂小金治アフタヌーンショー
  - 夏休みのアニメ特集（『ひみつのアッコちゃん』の声優として、古谷徹とともに。コンパクトの話題で、「もっときれいになりたい」と言ったところ、司会の桂小金治から「あなたはじゅうぶんきれいですよ」と言われていた）
- NHK教育 理科教室
- 朝日ソノラマ ソノシート・素浪人 月影兵庫「危険な道づれ」（三郎）
- PRアニメ映画 草原の子テングリ
- ビオフェルミン便秘薬（CMナレーション）
- ニューファミコン・CM（リンク）
- 歌「魔女っ子メドレー」（加賀見あつ子）
- ムック 太田淑子、唐沢俊一、他（著）「僕らを育てた声 太田淑子編」アンド・ナウの会（2022年8月13日）